# 2042
2042 (MMXLII) kommer att bli ett normalår som börjar en onsdag i den gregorianska kalendern.

## Framtida händelser

### April
- 30 april – Nickelodeon-tidskapseln kommer att grävas upp.

### September
- 17 september – År 2042-problemet: En vanlig datorrepresentation av datum och tid på IBM stordatorsystem kommer att "svämma över" med potentiella resultat som liknar millenniebuggen (år 2000-problemet).
- Under sommaren kommer fotbolls-VM spelas. Värdlandet är fortfarande oklart.